# 皮德拉 (科羅拉多州)
皮德拉（英語：Piedra）是位於美國科羅拉多州欣斯代爾縣的一個人口普查指定地區。

## 地理
皮德拉的座標為38°28′16″N 107°11′06″W / 38.47111°N 107.18500°W，而該地最高點為海拔高度2715米（即7780英尺）。

## 人口
根據2010年美國人口普查的數據，皮德拉的面積為30.10平方千米，當中陸地面積為30.10平方千米，而水域面積為0.00平方千米。當地共有人口28人，而人口密度為每平方千米0人。